# Filmové a televizní ceny MTV
Filmové a televizní ceny MTV (anglicky MTV Movie & TV Awards, do roku 2017 pouze MTV Movie Awards) jsou ceny, které se stabilně udělují od roku 1992 na televizní stanici MTV. Vítězové jsou voleni na základě hlasů publika. Hlasuje se prostřednictvím oficiální stránky. Do roku 2017 se předávaly ceny pouze za filmové počiny, od roku 2017 se jedná i o televizní. 

## Speciální ceny

### MTV Lifetime Achievement Award
Cenou MTV Lifetime Achievement Award je oceňovaná filmová osobnost, která ovlivní filmovou kulturu. Po emociální reakci Clinta Howarda byla cena zrušena.
Držitelé: Jason Voorhees, The Three Stooges, Richard Roundtree, Jackie Chan, Godzilla, Chewbacca, Clint Howard

### MTV Generation Award
Cenu MTV Generation Award získává osobnost, která zažila velký úspěch ve filmech.
Držitelé: Tom Cruise, Jim Carrey, Mike Myers, Adam Sandler, Ben Stiller, Sandra Bullock, Reese Witherspoonová, Johnny Depp, Mark Wahlberg, Robert Downey, Jr. a Will Smith.

### MTV Silver Bucket of Excellence
Cenu získává film, který učinil trvalý dopad na diváka a MTV publikum.
Držitelé: Snídaňový klub (Anthony Michael Hall, Molly Ringwald a Ally Sheedy), Jednej správně (Spike Lee)

### MTV Trailblazer Award
Cenu získává herec mladého věku, který dokázal inspirovat ostatní v jejich práci.
Držitelé: Emma Stoneová, Emma Watsonová, Channing Tatum a Shailene Woodley.

### Comedic Genius Award
Cenu tzv. komediálního génuse již získali Will Farrell, Kevin Hart a Melissa McCarthy.

## Seznam ceremoniálů
| Ročník | Moderátor                              | Místo udílení                                  |
| ------ | -------------------------------------- | ---------------------------------------------- |
| 1992   | Dennis Miller                          | Walt Disney Studios, Los Angeles, Kalifornie   |
| 1993   | Eddie Murphy                           | Walt Disney Studios, Los Angeles, Kalifornie   |
| 1994   | Will Smith                             | Sony Pictures Studios, Los Angeles, Kalifornie |
| 1995   | Jon Lovitz, Courteney Cox              | Warner Bros. Studios, Los Angeles, Kalifornie  |
| 1996   | Ben Stiller, Janeane Garafalo          | Walt Disney Studios, Los Angeles, Kalifornie   |
| 1997   | Mike Myers                             | Barker Hangar, Santa Monica, Kalifornie        |
| 1998   | Samuel L. Jackson                      | Barker Hangar, Santa Monica, Kalifornie        |
| 1999   | Lisa Kudrow                            | Barker Hangar, Santa Monica, Kalifornie        |
| 2000   | Sarah Jessica Parker                   | Sony Pictures Studios, Los Angeles, Kalifornie |
| 2001   | Jimmy Fallon, Kirsten Dunst            | Shrine Auditorium, Los Angeles, Kalifornie     |
| 2002   | Sarah Michelle Gellar, Jack Black      | Shrine Auditorium, Los Angeles, Kalifornie     |
| 2003   | Seann William Scott, Justin Timberlake | Shrine Auditorium, Los Angeles, Kalifornie     |
| 2004   | Lindsay Lohan                          | Sony Pictures Studios, Los Angeles, Kalifornie |
| 2005   | Jimmy Fallon                           | Shrine Auditorium, Los Angeles, Kalifornie     |
| 2006   | Jessica Alba                           | Sony Pictures Studios, Los Angeles, Kalifornie |
| 2007   | Sarah Silvermanová                     | Gibson Amphitheatre, Los Angeles, Kalifornie   |
| 2008   | Mike Myers                             | Gibson Amphitheatre, Los Angeles, Kalifornie   |
| 2009   | Andy Samberg                           | Gibson Amphitheatre, Los Angeles, Kalifornie   |
| 2010   | Aziz Ansari                            | Gibson Amphitheatre, Los Angeles, Kalifornie   |
| 2011   | Jason Sudeikis                         | Gibson Amphitheatre, Los Angeles, Kalifornie   |
| 2012   | Russel Brand                           | Gibson Amphitheatre, Los Angeles, Kalifornie   |
| 2013   | Rebel Wilson                           | Sony Pictures Studios, Los Angeles, Kalifornie |
| 2014   | Conan O'Brien                          | Nokia Theatre, Los Angeles, Kalifornie         |
| 2015   | Amy Schumer                            | Nokia Theatre, Los Angeles, Kalifornie         |
| 2016   | Kevin Hart a Dwayne Johnson            | Warner Bros. Studios, Burbank, Kalifornie      |
| 2017   | Adam DeVine                            | Shrine Auditorium, Los Angeles, Kalifornie     |
| 2018   | Tiffany Haddish                        | Barker Hangar, Santa Monica, Kalifornie        |
| 2019   | Zachary Levi                           | Barker Hangar, Santa Monica, Kalifornie        |